# Reynhard Sinaga
 (janvier 2020).
Reynhard Sinaga, né le 19 février 1983 à Jambi, est un étudiant en géographie indonésien en Angleterre. Il a été arrêté et condamné à la réclusion à perpétuité pour le viol d'au moins 44 hommes en deux ans et demi, faisant de lui le pire délinquant sexuel de l'histoire du Royaume-Uni.

## L'affaire
Reynhard Sinaga attirait des hommes chez lui en leur proposant de les héberger ou de prendre un verre et leur donnait des sédatifs, « probablement du GHB », selon le parquet, avant de les violer lorsqu'ils étaient inconscients,. Reynhard Sinaga a été jugé coupable de viols, tentatives de viols et agressions sexuelles sur 44 hommes entre 2015 et 2017 par un tribunal de Manchester. La police a estimé le nombre de ses victimes, dont il filmait le calvaire sur son téléphone, à près de 200.  Lors de leurs investigations, les forces de l'ordre ont retrouvé des images de ses actes, qui équivalent à 250 DVD, montrant des viols durant, dans un cas, huit heures. Ces images ont permis aux enquêteurs de confondre Reynhard Sinaga, qui affirmait qu'il s'agissait de relations consenties.